# Campionato Primavera 1981-1982
Il Campionato Primavera 1981-1982 è stata la 20ª edizione del Campionato di calcio Primavera. Il detentore del trofeo era l'Udinese.
La squadra vincitrice del torneo è stata il Cesena. Il club bianconero romagnolo allenato da Arrigo Sacchi, dopo aver vinto il proprio girone eliminatorio, ha conquistato per la prima volta nella sua storia il titolo di campione nazionale, battendo nella doppia finale l'Avellino, sconfitto per 1-0 sia all'andata in Campania sia nella gara di ritorno.